# Rage Against the Machine
Rage Against the Machine (w skrócie: Rage lub RATM) – amerykański zespół rapcore’owy.
Muzykę RATM można określić jako mieszankę rapu, hard rocka, punku i funku. Wizytówką zespołu jest charakterystyczny wokal Zacka de la Rocha. Charakteryzuje się rapowymi naleciałościami, jak również stylizacjami wokalnymi opartymi na eksperymentach Toma Morello z brzmieniem gitary. Wizytówką zespołu są teksty które poruszają tematy polityczne. Zespół znany z widowiskowych koncertów, również u boku takich zespołów jak U2 oraz Wu-Tang Clan. 21 czerwca 1994 wystąpili w Warszawie (support grał Kazik Na Żywo).

## Historia
Zespół został założony w Los Angeles w 1991 przez gitarzystę Toma Morello i wokalistę Zacka de la Rocha. Nazwa zespołu pochodzi od tytułu piosenki grupy Inside Out, w której występował de la Rocha. Tom Morello mówiąc o nazwie, powiedział, że maszyną może być wszystko, od policji na ulicach Los Angeles, która katuje kierowców, po władzę, która robi z ludzi bezmyślne roboty.
Zespół był jedną z pierwszych i najważniejszych grup rapcore’owych lat 90. Członkowie RATM są znani ze swoich lewicowych poglądów politycznych, którym dają wyraz w tekstach piosenek, w wywiadach itp. Często pojawiającymi się motywami są antykapitalizm, antyfaszyzm, antymilitaryzm. Wspierają również różne inicjatywy, m.in. uwolnienia skazanego na śmierć Mumię Abu-Jamala czy powstanie Zapatystowskiej Armii Wyzwolenia Narodowego.
Zack de la Rocha opuścił zespół 18 października 2000, ponad miesiąc przed wydaniem płyty Renegades. Powodem odejścia wokalisty były różnice koncepcyjne członków zespołu. Zespół oficjalnie rozpadł się niedługo po tym wydarzeniu. Zack de la Rocha rozpoczął współpracę z wykonawcami ze sceny hip-hopowej, m.in. DJ Shadow, z którym nagrał w 2003 piosenkę „March of Death”, stanowiącą protest wobec wojny w Iraku. Pozostali członkowie zaprosili do współpracy wokalistę zespołu Soundgarden Chrisa Cornella, tworząc nową grupę Audioslave, która rozpadła się w 2007.
W tym samym roku nastąpiła reaktywacja RATM w oryginalnym składzie. Kwartet wystąpił na festiwalu Coachella, który odbył się w dniach 27–29 kwietnia 2007 w Indio w stanie Kalifornia. Od tamtego czasu grupa regularnie koncertuje.
W 2012 miało miejsce 20-lecie wydania pierwszego albumu zespołu, Rage Against the Machine. 23 listopada tegoż roku wydana została jubileuszowa remasterowana wersja albumu, zawierająca dodatkowo m.in. oryginalne demo płyty, DVD z nagraniami występów na żywo i zdjęcia zespołu z początku lat 90.
Na rok 2020 zapowiedziano reaktywację zespołu i trasę koncertową.
W 2023 zespół został wprowadzony do Rock and Roll Hall of Fame.
W 2024 roku Brad Wilk ogłosił ponowne rozwiązanie grupy.

## Skład zespołu
- Zack de la Rocha – wokal
- Tom Morello – gitara
- Brad Wilk – perkusja
- Tim Commerford – gitara basowa

## Nagrody i wyróżnienia
| Rok  | Kategoria    | Tytułem                  | Nagroda         | Nota | Źródło |
| ---- | ------------ | ------------------------ | --------------- | ---- | ------ |
| 2008 | Hall of Fame | Rage Against the Machine | Kerrang! Awards | Laur | [ 12 ] |